# 퀸 커밍스

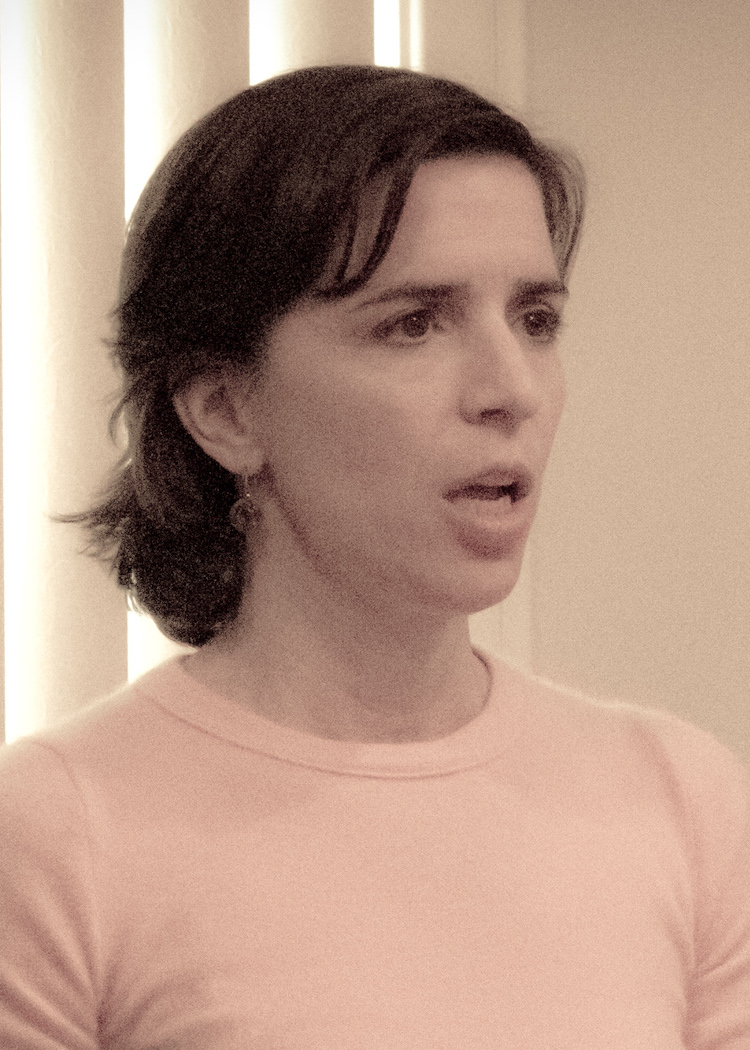

퀸 커밍스(Quinn Cummings, 1967년 8월 13일 ~ )는 미국의 배우, 발명가, 블로거, 기업가, 텔레비전 배우, 영화배우이다.
로스앤젤레스에서 태어났다.

## 영화
- 모의 법정 (1989년)
- 어떤 유혹 (1980년)
- 굿바이 걸 (1977년)
- 사랑의 화원 (1976년)